# Śmierć mówi w moim imieniu
Śmierć mówi w moim imieniu – powieść Joe Alexa (właśc. Macieja Słomczyńskiego) wydana po raz pierwszy w 1960 roku. 
Na jej podstawie powstał w 1972 spektakl Teatru Sensacji Kobra pod tytułem Umarły zbiera oklaski, w reżyserii Andrzeja Zakrzewskiego.

## Fabuła
Joe Alex razem z Benem Parkerem próbują rozwiązać zagadkę morderstwa znanego aktora, którego kilka godzin wcześniej oglądali w przedstawieniu Krzeseł Ionesco. Stephen Vincy zostaje znaleziony w garderobie teatralnej, zabity niecodziennym sztyletem. Wspólne dochodzenie Joe i Bena rozpoczyna się w gabinecie dyrektora teatru, od którego dowiadują się o wielu niepochlebnych faktach z życia zmarłego aktora. Kilkugodzinne śledztwo utyka nagle w martwym punkcie, gdy na podstawie zeznań świadków okazuje się, że nikt nie mógł popełnić tego morderstwa. Zadaniem Alexa jest wykrycie, kto i dlaczego popełnił tę zbrodnię.

## Motto
To nie ja będę mówił…

Przemówi w moim imieniu.

Przekonasz się.
Eugene Ionesco, Krzesła